# Ушас
Ушас (деванагарі उषस् - Ушас, «зоря») -  божество  ведійської міфології, уособлення зорі, світанку.
Ушас - найважливіше і одне з вищих божеств  Ріг-веди.  Її зображують як прекрасну молоду жінку, яка їде по небу на золотій колісниці й вітає птахів, що пробуджує всіх живих істот і проганяє злих духів.
У своїй книзі «Таємниця Веди» Шрі Оробіндо пише:
|  | ... Зоря є внутрішнє осяяння, яке приносить людині всю різноманітну повноту її найширшої суті, силу, свідомість, радість, вона світиться, з нею приходять всі можливі сили й енергія, вона дає людині повноту життєвої наснаги, для того щоб та могла насолоджуватися безмежним захопленням від повнішого існування. |

У найдавніших частинах Ріг-веди Ушас визначається як «божественна дочка» - Диво duhitâ - Дьяус а-Піти, «Неба-Батька». Також вона вважається дружиною  Сурї, бога сонця, і матір'ю  Ашвінів, божественних близнюків, що символізують світанок і захід. Також з Ріг-веди відомо, що з Ушас ворогує з Індрою, богом грози, який одного разу, перебуваючи в стані сп'яніння, розбив палицею її колісницю.
Санскритське слово Ушас походить від  праіндоєвропейського кореня hausos, з якого походять також такі слова, як грецьке Еос, латинське   Аврора, російське утро, вірменське уш (у значенні досвітнього часу). Виходячи з цього,  божество зорі можна вважати досить давнім, започаскованим в епоху  індоєвропейської релігії.